# 冬馬来彩
冬馬 来彩（とうま きさ）は、日本のイラストレーター。

## 人物
冬馬来彩は、IIV（トゥーファイブ）所属のイラストレーター。
『ミリ姫大戦』『咲う アルスノトリア』『おねがい、俺を現実に戻さないで! シンフォニアステージ』などのゲームでイラストレーターを務めた他、ライトノベルのイラスト、挿絵も手掛けている。東京在住。

## 代表作
- クロハルメイカーズ（著：砂義出雲、ガガガ文庫〈小学館〉）[5]
- 俺の『鑑定』スキルがチートすぎて 〜伝説の勇者を読み“盗り”最強へ〜（著：澄守彩、Kラノベブックス〈講談社〉）[6]
- 異世界でアイテムコレクター（著：時野洋輔、モーニングスターブックス〈新紀元社〉）[7]
- 成長チートになったので、生産職も極めます！（著：雪華慧太、アルファポリス）[8]
- このたび、勇者はモン娘をアイドルへ導くことになりました（著：哀歌、電撃文庫〈KADOKAWA〉）[9]
- 『（株）総合勇者派遣サービス』〜綺麗なお姉さんと異世界無双ライフ〜（著：シンギョウガク、アース・スターノベル〈アース・スター エンターテイメント〉）[10]
- 転生したので旅行ついでに異世界救っていいですか？（著：ポリ外丸、ダッシュエックス文庫〈集英社〉）[11]
- リア充にもオタクにもなれない俺の青春（著：弘前龍、電撃文庫〈KADOKAWA〉）[12]